# Narval (Q4)
Pour les autres navires du même nom, voir Narval (sous-marin).
Le Narval est un sous-marin français, conçu par Maxime Laubeuf, qui est lancé en 1899. Sa silhouette et plusieurs innovations préfigurent ce que seront les sous-marins des cinquante années suivantes.

## Conception
Le Narval est un navire submersible conçu par Maxime Laubeuf. Il répond à une demande formulée en 1896 pour un sous-marin ayant une autonomie en plongée de 10 milles nautiques à 8 nœuds. Il devait également avoir une distance franchissable de 100 milles nautiques à 12 nœuds et ne pas dépasser 200 tonnes. La Marine avait reçu 19 propositions de conception, le projet révolutionnaire de Laubeuf en fut le grand gagnant (médaille d'or du 24 février 1896). 

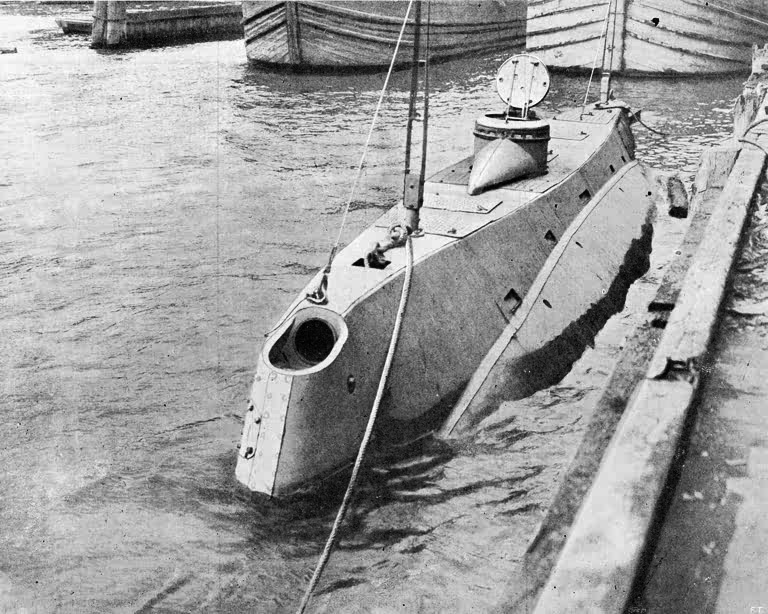
USS Holland (SS-1) en 1898.

Alors que les engins militaires sous-marins de cette époque, tel le Gymnote, étaient uniquement à propulsion électrique, dépendant d’installations à terre pour recharger leurs batteries, le Narval était comme son contemporain américain USS Holland capable de naviguer en surface, propulsé par une machine à vapeur au fioul, puis de plonger pour attaquer grâce à la propulsion électrique et de revenir à sa base. 
Le Narval est à l’origine de l’architecture générale du sous-marin militaire moderne, avec la propulsion à l’arrière, les batteries dans les fonds, l’armement en torpilles, le poste de commandement au centre sous le massif doté d'un périscope (il est le premier sous-marin à en être équipé) et les ballasts à l’extérieur de la coque épaisse. Il est le premier sous-marin français à disposer d'une double coque, la coque intérieure en forme de cigare, solidement construite, contenait tous les équipements vitaux et la coque extérieure en tôle mince avait les lignes d'un torpilleur.

## Histoire

### Histoire du projet
Le Narval est conçu dans le cadre du concours de 1896 lancé par Édouard Lockoy ministre de la marine. L’ingénieur Maxime Laubeuf lance un projet de submersible inspiré par l'amiral Baudry Lacantinerie, ancien commandant du Gymnote : « Un sous-marin ne sera pas perpétuellement en plongée; pour se rendre au loin, attaquer les rades ennemies, il devra pouvoir naviguer en surface. [...] Il devra tenir la mer aussi bien que nos torpilleurs et avoir la même distance franchissable. »
45 personnes participent au concours dont 36 étrangères à la Marine. Stéphane Drzewiecki fait partie des concurrents ; 6 projets de sous-marins complets sont retenus par le Conseil des travaux de la Marine et finalement deux sont retenus pour les performances qu’ils annoncent en matière d’autonomie et de propulsion : celui de l’ingénieur Laubeuf et celui de Drzewiecki. Les archives de la Marine conservent le mémoire manuscrit rédigé par celui qui se présente comme un ingénieur russe et qui rappelle qu’il a déjà construit des sous-marins lance-torpilles en Russie et que son système de lance-torpille équipe déjà le sous-marin français « Le Surcouf ».
Il s’agit d’un torpilleur armé de lance-torpilles qu’il a fait breveter en 1892, naviguant en surface et pouvant rester en plongée pendant 3 heures. Sa vitesse pouvait atteindre 10 nœuds. Le torpilleur était autonome en plongée avec une force motrice fournie par des accumulateurs ; il était équipé d’une double coque d’acier calculée pour résister à des pressions de 30 mètres de profondeur, d’un moteur à vapeur pour la navigation en surface (une turbine Laval 300 CV) et d’un moteur électrique en plongée de 150 CV. La force motrice était communiquée à une hélice à 12 ailes réversibles. Le submersible disposait d’un réservoir d’air comprimé de 15 m3 à 80 atmosphères.
Les résultats du concours sont proclamés en juin 1897. Parmi les personnes étrangères à la Marine, Drzewiecki est classé second pour son projet d’unité de 120 tonnes pour 12 hommes correspondant à son 5e prototype de sous-marin proposé à la marine russe. Il reçoit une prime de 5000 francs-or (il n’y eut aucun premier prix dans cette catégorie). Dans la catégorie des officiers, Maxime Laubeuf est classé premier et reçoit la médaille d’or du concours pour son submersible à double coque et double propulsion (alors un concept révolutionnaire). Ce submersible primé de Laubeuf devait équiper la marine nationale dès l’année suivante.

### Lancement du Narval

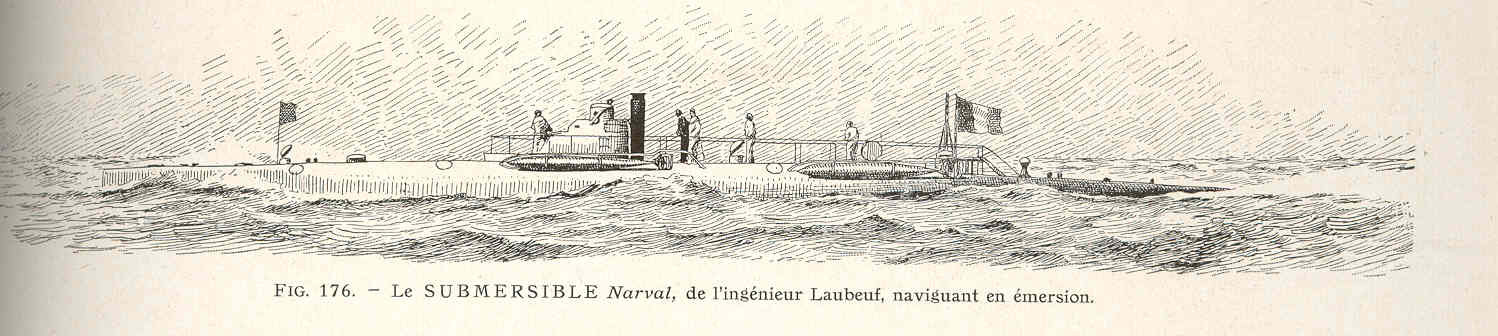
Sous-marin Narval naviguant en émersion.

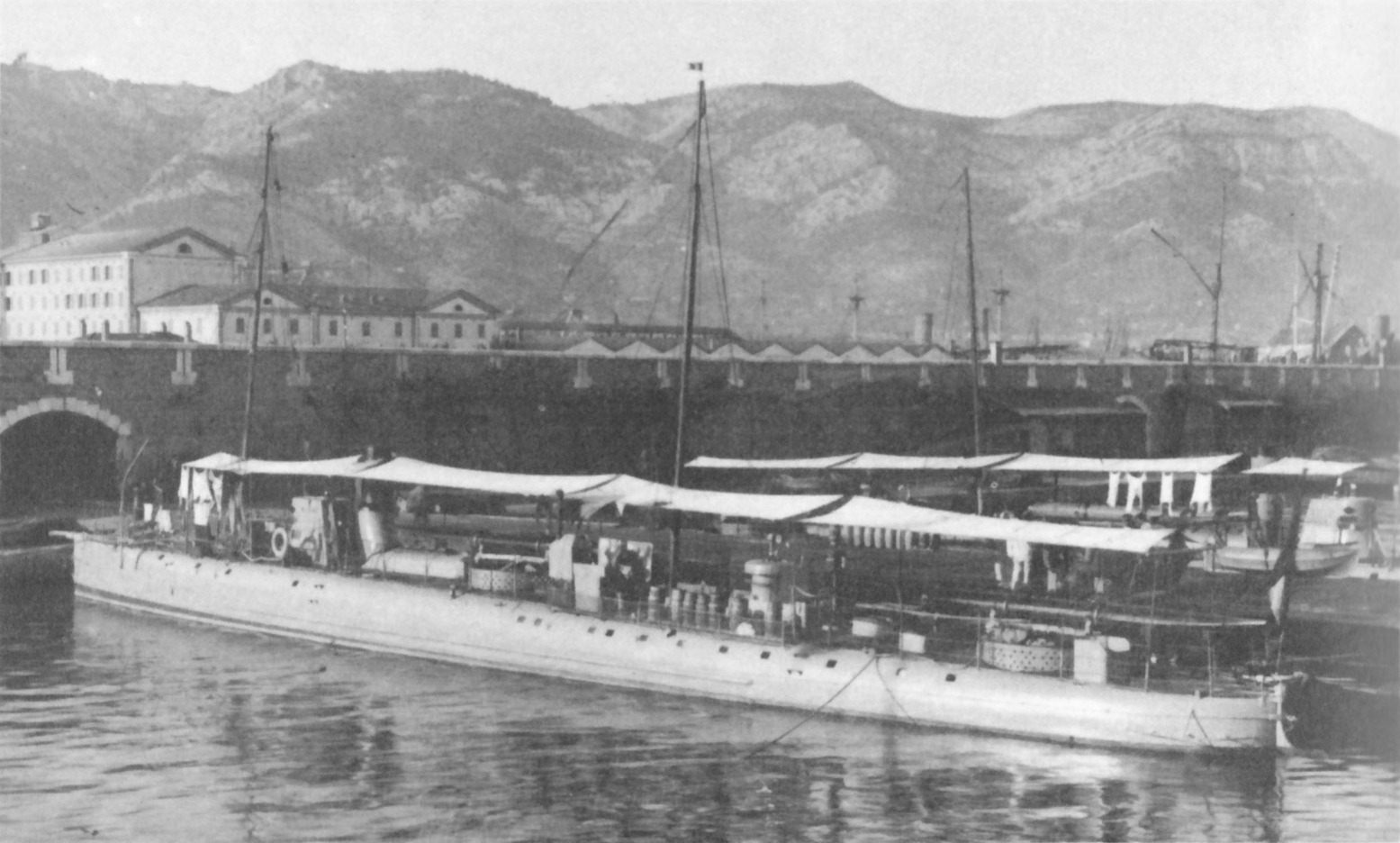
Torpilleur 126.

Pour la conception du Narval, Maxime Laubeuf s’éloigne de la vision du sous-marin réduit au rôle d'arme de défense à courte portée, pour en faire une arme offensive. 
Pour cela, il abandonne le tout électrique ; il garde le moteur électrique pour la plongée et lui ajoute une machine à vapeur chauffée au pétrole pour naviguer en surface. Pour les lignes d'eau du submersible, il s’inspire des torpilleurs de défense mobile du type « torpilleur 126» qui avaient une excellente réputation. Avec ce choix, Maxime Laubeuf fait l’inverse de ce qui a été fait jusqu'alors : au lieu de partir du sous-marin électrique et d’essayer d'en améliorer les performances, il prend pour base un navire de surface qui a fait ses preuves et le rend capable de plonger ; il lance ainsi le concept de « torpilleur submersible », terme raccourci en « submersible ». 
Avec les ballasts situés entre les deux coques, cela donnait au navire un coefficient de flottabilité de 42 pour cent, contre 2 à 3 pour cent pour le sous-marin purement électrique. Cette solution était révolutionnaire à l'époque et elle ouvrait la voie pour faire du sous-marin un navire de guerre. Avec son kiosque fixe, s'élevant du centre de la surface supérieure plate de la coque, l'apparence du Narval (hormis sa cheminée) était le précurseur de tous les sous-marins qui suivront.
L'ordre de mise en chantier date du 1er juin 1898. La construction commence à Cherbourg le 23 novembre 1898, il est mis à flot le 21 octobre 1899, il entre en service le 26 juin 1900. Au début, il fallait jusqu'à 21 minutes pour refroidir la chaudière et arrêter la vapeur avant de plonger. Ce temps a ensuite été réduit à 12 minutes. Sous tous les autres aspects, ses essais, qui ont eu lieu au cours des années 1900, se sont avérés un succès complet.
Le 23 mai 1901, il effectue des navigations de 48 heures entre Cherbourg et Brest. Le 13 juin 1901, il reste 12 heures d'affilée en plongée et effectue le premier exercice d'attaque de nuit contre le Henri IV mouillé en rade de Cherbourg. Le 29 mars 1903, il aborde et coule accidentellement le remorqueur Navette à Cherbourg. 

#### L'armement duNarval

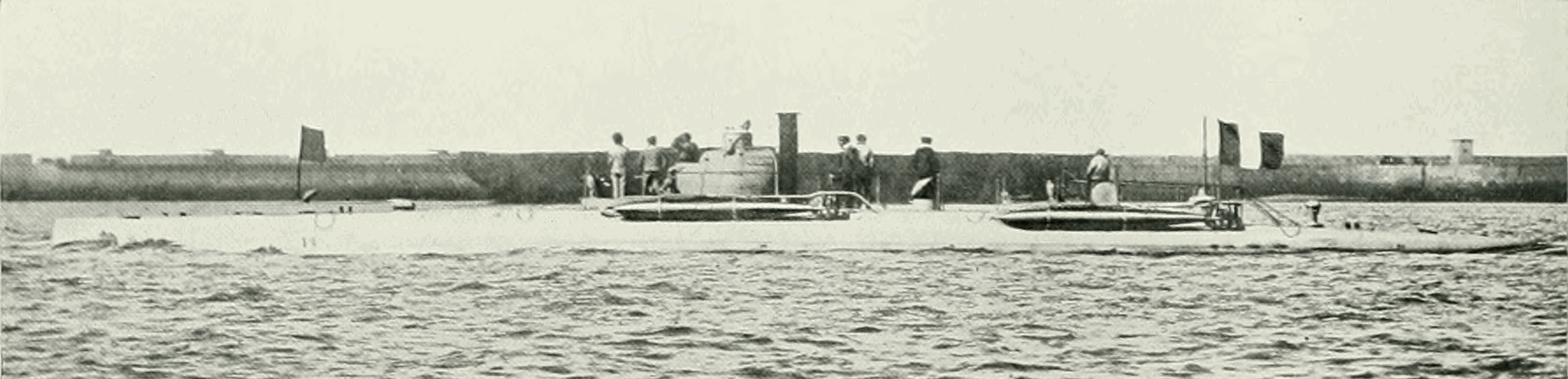
Le Narval en 1902.

Le Narval fut équipé de 4 lance-torpilles extérieurs de type Drzewiecki, 2 de chaque côté. Pour lancer l'une des quatre Torpille Whitehead modèle 1892, un bras se déploie puis ses colliers sont largués au démarrage du moteur à air comprimé.

### Successeurs
Encore imparfait, présentant des faiblesses dans ses barres de plongée, trop sensible à l'avant et doté d'une habitabilité spartiate, le Narval fut dès le début un navire innovant qui a permis au sous-marin de sortir de son rôle de chien de garde des ports militaires et commerciaux et de devenir une nouvelle arme. Elle montre son efficacité durant les deux guerres mondiales. Rayé des listes le 27 janvier 1909, le Narval est condamné le 9 mars 1909, sa coque est conservée comme citerne à pétrole à Cherbourg. Le 2 juin 1920, elle est vendue pour démolition à M. Lagrange de Cherbourg pour 2019 francs.

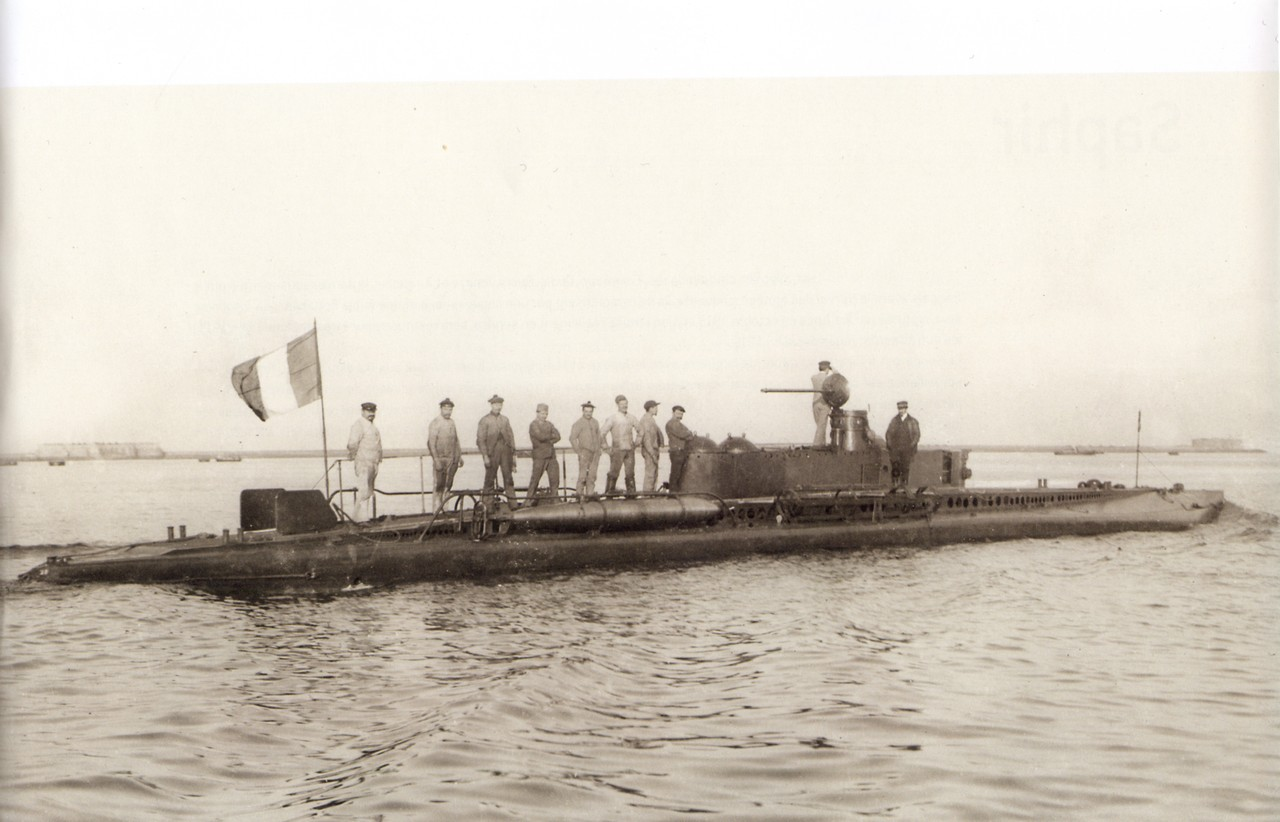
Sous-marin Sirène de classe Sirène.

Quatre submersibles de la Classe Sirène (1901) dérivés du « Narval » d’un tonnage plus élevé (157 tonneaux en surface) sont mis en chantier en 1901, d’une plus faible flottabilité (26 % au lieu de 42 %) ; ils disposent d’une double coque partielle pour leurs parties latérales et sur le haut, d'une passerelle légèrement surélevée. En 1902, ils sont équipés d’un moteur Diesel. 

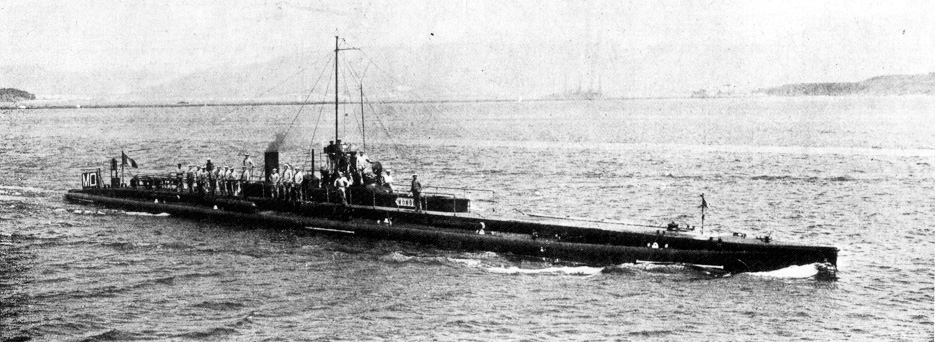
Sous-marin Monge de classe Pluviôse.

 Puis ce sont 18 submersibles de Classe Pluviôse basés sur le type Sirène, agrandi (398 tonnes en surface) pour de meilleures conditions de vie de l'équipage, plus puissants pour une plus grande vitesse, à double propulsion vapeur et électricité, qui sont mis en construction en 1904 et lancés à partir de 1907.